# Søborg Kirke (Gladsaxe Kommune)
 For alternative betydninger, se Søborg Kirke. (Se også artikler, som begynder med Søborg Kirke)
Søborg Kirke ligger midt på Søborg Hovedgade i Gladsaxe, klos op ad Søborg Kommuneskole. Kirken er hvidkalket med en base af kampesten; den er opført i 1914 og tegnet af Alf Jørgensen.
Kirken bliver på grund af dens høje, røde tag på tårnet kaldt Nissehuen i lokalsamfundet.